# João Ferreira dos Santos Silva Júnior
João Ferreira dos Santos Silva Júnior (Porto, ? de 1828 — França, 1903) foi um nobre português.

## Biografia
Era filho de João Ferreira dos Santos Silva, o primeiro Barão de Santos, de quem herdou o título, nasceu na cidade do Porto, na rua do Loureiro . Estudou direito na Universidade de Coimbra. Casou com Carolina Fidgar em 1871, porém não deixou descendência.
Foi grão-cruz da Ordem de Nossa Senhora da Conceição de Vila Viçosa.